# Municipio de Sawlog
El municipio de Sawlog (en inglés: Sawlog Township) es un municipio ubicado en el condado de Hodgeman, en el estado estadounidense de Kansas. En el año 2010 tenía una población de 91 habitantes y una densidad  de 0,49 personas por km².

## Geografía
El municipio de Sawlog se encuentra ubicado en las coordenadas 37°57′8″N 99°54′19″O / 37.95222, -99.90528. Según la Oficina del Censo de los Estados Unidos, el municipio tiene una superficie total de 186.93 km², de la cual 186,9 km² corresponden a tierra firme y (0,02 %) 0,03 km² es agua.

## Demografía
Según el censo de 2010, había 91 personas residiendo en el municipio de Sawlog. La densidad de población era de 0,49 hab./km². De los 91 habitantes, el municipio de Sawlog estaba compuesto por el 93,41 % blancos y el 6,59 % eran de una mezcla de razas. Del total de la población el 8,79 % eran hispanos o latinos de cualquier raza.